# Лідія (ім'я)
Лі́дія (грец. Λυδια. Λυδια, лат. Lydia. Lydia, у значенні «Лідіянка», «жителька Лідії» або «та, яка прибула з Лідії») — жіноче особове ім'я грецького походження. Назва походить від найменування області у Малій Азії — Лідії, де був поширений культ Зевса, й звідки походить його епітет — «Лідійський».
Ім'я стало відомим завдяки античним джерелам, до того воно було етнонімом і мало конкретне вузьке значення — жителька Лідії. У Київську Русь прийшло з Візантії з християнством. Тривалий час ім'я було рідковживаним, у XIX столітті у Російський імперії стало широко популярним. Станом на 1988 рік частота використання імені у Росії була невеликою — 2-3 на тисячу новонароджених.

## Іменини (День ангела)
- Православні (дати дані за Григоріанським календарем): 23 березня[5]
- Католицькі: 27 березня, 3 серпня.[6]

## Іншомовні варіанти
- англ. Lydia[3]
- біл. Лідзія[7]
- болг. Лидия. Лидия[7]
- грец. Λυδια. Λυδια[1]
- лат. Lydia. Lydia[3]
- мак. Лидиja.[7]
- нім. Lydia. Lydia[8]
- рос. Лидия
- серб. Лидиja.[7]
- словац. Lydia. Lydia[7]
- словен. Lidija. Lidija[7]
- хорв. Lidija.[7]
- чеськ. Lydie. Lydie[7]

## Відомі носійки
- Лідія — одна з мучениць іллірійських, разом з чоловіком Філітом і дітьми, пам'ять 23 березня.[9]
- Лідія з Фіатир — жінка, навернена у християнство апостолом Павлом у ході його місіонерської подорожі у 51—52 роках.
- Лідія Шишманова — болгарська письменниця, журналістка, театральна і музична критикиня, перекладачка, феміністка, громадська діячка.
- Лідія Сальвер — французька лікарка і письменниця, лауреатка Ґонкурівської премії (2014) за роман «Не пла́кати».
- Лідія Куликовська — болгарська бібліотекарка і бібліографка.
- Лідія Заменгоф — польська есперантистка.
- Лідія Шоле — польська художниця і декораторка, авторка герба польсько-литовських караїмів.
- Лідія Бачич — хорватська співачка.
- Лідія (нар. 1980 р.) — іспанська поп-співачка.